# Aloe luntii
Aloe luntii ist eine Pflanzenart der Gattung der Aloen in der Unterfamilie der Affodillgewächse (Asphodeloideae). Das Artepitheton luntii ehrt den britischen Gärtner William Lunt (1871–1904) von den Royal Botanic Gardens Kew.

## Beschreibung

### Vegetative Merkmale
Aloe luntii wächst stammbildend, sprosst und bildet kleine Gruppen. Die Stämme erreichen eine Länge von bis zu 30 Zentimeter. Die sieben bis acht schwertförmig-spitzen Laubblätter sind anfangs zweizeilig und später rosettig am Trieb angeordnet. Die graue bis bräunliche, bereifte Blattspreite ist etwa 30 Zentimeter lang und 5 Zentimeter breit. Die Blattoberfläche ist rau. Zähne am Blattrand sind nicht vorhanden.

### Blütenstände und Blüten
Der Blütenstand weist vier bis fünf Zweige auf. Die lockeren Trauben bestehen aus einseitswendigen Blüten. Die Brakteen weisen eine Länge von 3 bis 4 Millimeter auf. Die trübroten bis korallenrosafarbenen, auffällig bereiften Blüten stehen an 4 bis 6 Millimeter langen Blütenstielen. Sie sind 26 bis 28 Millimeter lang und an ihrer Basis kurz verschmälert. Oberhalb des Fruchtknotens sind die Blüten leicht verengt und schließlich zur Mündung wieder erweitert. Ihre äußeren Perigonblätter sind auf einer Länge von 11 bis 12 Millimetern nicht miteinander verwachsen. Die Staubblätter ragen 4 bis 5 Millimeter aus der Blüte heraus.

## Systematik und Verbreitung
Aloe luntii ist im Südosten von Jemen auf steinigen Kalksteinhügeln in Höhen von 1000 bis 2100 Metern verbreitet.
Die Erstbeschreibung durch John Gilbert Baker wurde 1894 veröffentlicht. Aloe luntii ist mit Aloe inermis verwandt.

## Nachweise